# Изкуство на Древен Египет
Древноегипетско изкуство е форма на изкуство, което датира от 5000 години, появява се и се оформя в Древен Египет, цивилизацията която се намира в близост до река Нил.
Древното египетско изкуство, представено в рисунки и скулптури, е много символично и също толкова очарователно – тази форма на изкуство третира главно миналото, което е призовано да запази историята жива. В по-тесен смисъл древноегипетското изкуство съответства на каноничното двумерно и тримерно изкуство, развивано в Египет от 3000 г. пр.н.е. и използвано до 3 век.

## Специфика и стил
В спецификата и стила на древноегипетското изкуство доминират спазване на съотношенията, много точно възпроизвеждане на истинския живот и природата, стриктно съобразяване с определен набор от правила относно представянето на триизмерните форми. Завършеност и прецизност са предпочитани пред красивото и козметично възпроизвеждане.
Поради силно религиозната природа на древноегипетската цивилизация, множество от големите произведения на Древен Египет изобразяват богове, богини и фараони, които също са били обожествявани. Древноегипетското изкуство се характеризира с идеята за ред. Чистите и прости линии, комбинирани с прости форми и плоски цветни повърхности, спомагат да се създаде усещане за подреденост и баланс в изкуството на Древен Египет. Древноегипетските художници използват в своите работи хоризонтални и вертикални линии с цел да поддържат правилното съотношение на пропорциите. Освен художествен, в древноегипетското изкуство се спазва политически и религиозен порядък. С цел точното отбелязване на мястото в социалната йерархия, големината на нарисуваните фигури се базира не на разстоянието от гледна точка на рисуващия, а на нивото на обекта в обществото. Например фараонът в изображението се рисува като най-голяма фигура, независимо от разположението му, а по-висш бог се изобразява в по-голям размер от второстепен бог.

## Периоди
- Преддинастичен
- Старо царство (2680 пр.н.е. – 2258 пр.н.е.)
- Средно царство (2134 пр.н.е. – 1786 пр.н.е.)
- Ново царство (1570 пр.н.е. – 1085 пр.н.е.)
  - Период Амарна (1350 пр.н.е. – 1320 пр.н.е.)
- Птолемейски период

## Символизъм
Символизмът също играе важна роля във внушаването на усещане за ред. Той е водещ в египетското изкуство, по старшинство от емблемите на фараонската власт – от корона и скиптър (символизиращи неговата сила и власт), до индивидуалните символи на египетските богове и богини. Животните в египетското изкуство също са в силна степен символични фигури. Цветът също така има разширено значение – синият и зеленият изобразяват Нил и живота, жълтото е определено за бога-слънце, а червеният представлява силата и жизнената енергия. Лицата на мъжете се изобразяват с по-тъмен цвят, а на жените – с по-светъл. Тази разлика вероятно представя факта, че мъжете работят навън, а по-голямата част от живота си жените прекарват в грижи за домакинството на закрито. Цветовете в египетските творби са изключително добре запазени през вековете заради сухия египетски климат.
Въпреки неестествените форми, породени от липсата на графична перспектива, древно-египетското изкуство е силно реалистично. Древноегипетските художници често показват вещо познаване на анатомията и задълбочено внимание към детайлите, особено при представянето на животни.

## Форми на изкуството
Формите на древноегипетското изкуство се характеризират с точност и детайлно изобразяване на човека и природата, а едно от предназначенията им е да съпроводят покойниците в отвъдното.
Древноегипетското изкуство във всички форми се подчинява на един закон: начина за представяне на човек, природа и всичко около нас по същия начин, по който е било представяно преди хиляди години. Най-почитаните творци са тези, които копират най-добрите стилове от миналото.

### Архитектура
Древните египетски архитекти използват тухли, изпечени на слънце или в пещ, фин каменен пясък, варовик и гранит. Липсата на дървета пречи за използването на дървен материал за строеж на сгради. Архитектите внимателно планират всичко, тъй като всеки камък трябва да пасне точно, защото в конструкцията не се използва хоросан за измазване. Изграждани са рампи, които позволяват на работниците да се движат нагоре, тъй като височината на конструкцията в процеса на строителството става все по-голяма. Когато горната част на конструкцията е завършена, майсторите декорират от горе надолу, като едновременно с това се премахва пясъкът, използван за рампа.
След определен период от време, примитивните постройки от кал и тръстика постепенно отмират и се появяват великолепни монументални структури от гранит или друг вид камък. Те се характеризират с много дебели, масивни и наклонени стени, които съдържат само няколко малки отвора. За декорация са използвани блестящи йероглифни и пиктографски рисунки, плътно покриващи стените. Те съдържат много популярни на времето си мотиви като свещения бръмбар скарабей, слънчевия диск, лешояда и други.
Вярата в съществуването на живот след смъртта резултира в създаването на впечатляващ с огромните си размери архитектурен стил. Създават се гигантски постройки за съхраняване на мумифицираните тела, каквито са пирамидите. Изграждането им започва веднага след като фараонът получи името си и строителството продължава през целия му живот. Някои от тях са много големи и богато и изискано декорирани. Други са с по-скромни размери, обикновено на тези фараони, които умират млади, какъвто е случаят с известната гробница на Тутанкамон.
Друг интересен аспект на древноегипетското строителство е, че при него не съществува никаква инженерна конструкция. Тук цялата структура запазва целостта си само благодарение на собствения си баланс.